# Tren internacional
 Tren internacional  es una película en blanco y negro de Argentina dirigida por Daniel Tinayre sobre su propio guion escrito en colaboración con Arturo S. Mom que se estrenó el 3 de noviembre de 1954 y que tuvo como protagonistas a Mirtha Legrand, Alberto Closas, Gloria Guzmán, Florindo Ferrario y Tomás Simari.

## Sinopsis
Una pareja de ladrones de fama mundial se disputan un valioso collar en un tren transandino.

## Comentarios
La crítica Dolly Shaw dijo de la película:

”Brillante comedia realizada con un inusitado despliegue de elementos.”

Por su parte Manrupe y Portela escriben:

”Comedia policial con bastante presupuesto y algo deacción, pero inferior a otras del mismo director.”